# Championnat du Paraguay de football 1926
Navigation
Édition précédente Édition suivante
La 19e édition du championnat du Paraguay de football est remportée par le Club Nacional. C’est le cinquième titre de champion du club. Nacional l’emporte avec 7 points d’avance sur Club Olimpia. Club River Plate complète le podium.
Comme souvent pour les saisons du championnat amateur, les résultats complets ne sont pas connus. 
La deuxième division est remportée par l’équipe de Rubio Ñu qui accède pour la toute première fois à la première division. 

## Les clubs de l'édition 1926
| \| Asuncion: · Olimpia · Nacional · Sol de América · Guaraní · Cerro Porteño · River Plate · Sastre Sport · Sportivo Luqueño Asuncion Club Presidente Hayes \| Localisation des clubs engagés dans le championnat. |
| Asuncion: · Olimpia · Nacional · Sol de América · Guaraní · Cerro Porteño · River Plate · Sastre Sport · Sportivo Luqueño Asuncion Club Presidente Hayes                                                           |

| Club                  | Stade | Capacité | Ville            |
| --------------------- | ----- | -------- | ---------------- |
| Club Cerro Porteño    | -     | -        | Asuncion         |
| Club Guaraní          | -     | -        | Asuncion         |
| Club Libertad         | -     | -        | Asuncion         |
| Club Nacional         | -     | -        | Asuncion         |
| Club Olimpia          | -     | -        | Asuncion         |
| Club Presidente Hayes | -     | -        | Presidente Hayes |
| Club River Plate      | -     | -        | Asuncion         |
| Club Sol de América   | -     | -        | Asuncion         |
| Sastre Sport          | -     | -        | Asuncion         |
| Sportivo Luqueño      | -     | -        | Asuncion         |

## Compétition

### Classement
| Rang | Équipe                | Pts | J  | G  | N | P | Bp | Bc | Diff |
| ---- | --------------------- | --- | -- | -- | - | - | -- | -- | ---- |
| 1    | Club Nacional         | 31  | 18 | 14 | 3 | 1 | 43 | 13 | +30  |
| 2    | Club Olimpia          | 24  | 18 | .  | . | . | .  | .  | 0    |
| 3    | Club River Plate      | 18  | 18 | .  | . | . | .  | .  | 0    |
| 3    | Club Sol de América   | 18  | 18 | .  | . | . | .  | .  | 0    |
| 5    | Club Cerro Porteño    | 17  | 18 | .  | . | . | .  | .  | 0    |
| 6    | Club Libertad         | 17  | 18 | .  | . | . | .  | .  | 0    |
| 7    | Sportivo Luqueño      | 17  | 18 | .  | . | . | .  | .  | 0    |
| 8    | Club Guaraní          | 16  | 18 | .  | . | . | .  | .  | 0    |
| 9    | Club Presidente Hayes | 16  | 18 | .  | . | . | .  | .  | 0    |
| 10   | Sastre Sport          | 5   | 18 | .  | . | . | .  | .  | 0    |

| Légende : Qualifications et relégations | Légende : Qualifications et relégations |
| --------------------------------------- | --------------------------------------- |
|                                         | Champion du Paraguay                    |
|                                         | Relégation en deuxième division         |
|                                         | (T) : Tenant du titre (P) : Promus      |

## Bilan de la saison
| Championnat du Paraguay de football 1926                             |                          |
| Champion                                                             | Club Nacional (5e titre) |
| Promotions et relégations                                            |                          |
| Promus en Primera División                                           | Rubio Ñu                 |
| Relégués en Championnat du Paraguay de football de deuxième division | Sastre Sport             |